# 末永裕樹
末永 裕樹（すえなが ゆうき、1990年5月21日 - ）は、日本の漫画原作者。熊本県出身。

## 来歴
1990年、熊本県にて誕生。26歳の時に、ストキンProにて準キングを受賞。2017年、『ジャンプGIGA』2018 WINTER vol.1にストキン準キング受賞作品である「舞台を降りるその時は」が掲載される。同作の作画は比良賀みん也が担当。
2022年に『週刊少年ジャンプ』11号より落語を題材とした『あかね噺』の連載を開始。末永が同作の原作を担当し、馬上鷹将が作画を担当する。同作が末永の連載デビュー作となる。

## 人物
趣味はギターと散歩。好きな漫画に石塚真一の『BLUE GIANT』と井上雄彦の『SLAM DUNK』を挙げている。

## 作品リスト

### 連載
- あかね噺（作画：馬上鷹将、『週刊少年ジャンプ』2022年11号[4] - 連載中） - 連載デビュー作[1]。

### 読み切り
- 舞台を降りるその時は（作画：比良賀みん也、『ジャンプGIGA』2018 WINTER vol.1[3]）
- 銀河の秘密（『ジャンプGIGA』2018 SUMMER vol.1[5]）
- タタラシドー（作画：馬上鷹将、『週刊少年ジャンプ』2021年27号）

### 書籍
- 『あかね噺』、作画：馬上鷹将、集英社〈ジャンプ コミックス〉2022年 - 刊行中、既刊17巻（2025年6月4日現在）